# Мениг, Квенси
Квенси Мениг (нидерл. Queensy Menig; 19 августа 1995, Амстердам, Нидерланды) — нидерландский футболист, полузащитник турецкого клуба «Сивасспор».

## Клубная карьера
Мениг — воспитанник «Аякса», находящийся в системе клуба с 12 лет. 6 июня 2012 года подписал трёхлетний контракт с основной командой. 11 августа 2014 года дебютировал в Эрстедивизи за «Йонг Аякс» в игре с «Телстар», оформив дубль в ворота соперника. За главную команду впервые вышел на поле в матче Кубка Нидерландов против «Ватерграфсмер». Встреча завершилась разгромом противника со счётом 9:0 — на 70 минуте Мениг забил один из девяти мячей. В октябре 2014 года перезаключил контракт с командой, подписанный на пять лет. 6 декабря 2014 года дебютировал в Эредивизи матчем с «Виллем II», выйдя на поле на 76 минуте при счёте 5:0.
25 июля 2015 года Мениг на правах годичной аренды перешёл в ПЕК Зволле. 12 августа 2015 года дебютировал за клуб в матче с «Камбюром», завершившемся результативной ничей — 2:2. Квенси отыграл весь матч. 12 декабря забил первый за клуб гол, в игре с АЗ. Встреча завершилась со счётом 2:1. В июне 2016 года аренда была продлена ещё на один год.
31 августа 2017 года заключил пятилетний контракт с французским «Нантом», который сразу же отдал игрока в аренду на сезон в английский клуб «Олдем Атлетик». По завершении соглашения, в январе 2018 года на правах аренды перешёл в ПЕК Зволле.
9 февраля 2024 года перешёл в турецкий «Сивасспор», подписав контракт на 2,5 года до середины 2026 года. 11 февраля дебютировал в чемпионате Турции в домашнем матче против «Ризеспора», выйдя на замену вместо Клинтона Н’Жи на 71-й минуте. 25 февраля забил дебютный гол в чемпионате в матче с «Пендикспором». В дебютном сезоне провёл 11 матчей и забил два гола в чемпионате.

## Карьера в сборной
Выступал за сборные Нидерландов различных возрастов. В 2012 году играл на юношеском чемпионате Европы 2012. Сборная Нидерландов в финале обыграла по пенальти (4:5, в основное время — 1:1) сборную Германии и стала победителем турнира. Принимал участие в отборе на юношеский чемпионат Европы 2013, где отправил один мяч в ворота Сан-Марино.

## Достижения

### Командные
«Аякс»
- Серебряный призёр чемпионата Нидерландов: 2014/15

Сборная Нидерландов
- Победитель юношеского чемпионата Европы: 2012

### Личные
- Лучший игрок AEGON Future Cup: 2012[18]

## Клубная статистика
| Выступление      | Выступление      | Выступление      | Лига | Лига | Кубки | Кубки | Итого | Итого |
| Клуб             | Лига             | Сезон            | Игры | Голы | Игры  | Голы  | Игры  | Голы  |
| ---------------- | ---------------- | ---------------- | ---- | ---- | ----- | ----- | ----- | ----- |
| Аякс             | Эредивизи        | 2014/15          | 3    | 0    | 2     | 1     | 5     | 1     |
| Аякс             | Итого            | Итого            | 3    | 0    | 2     | 1     | 5     | 1     |
| → Йонг Аякс      | Эрстедивизи      | 2014/15          | 30   | 11   | —     | —     | 30    | 11    |
| → Йонг Аякс      | Итого            | Итого            | 30   | 11   | —     | —     | 30    | 11    |
| → ПЕК Зволле     | Эредивизи        | 2015/16          | 35   | 6    | 1     | 0     | 36    | 6     |
| → ПЕК Зволле     | Эредивизи        | 2016/17          | 31   | 9    | 2     | 0     | 33    | 9     |
| → ПЕК Зволле     | Итого            | Итого            | 66   | 15   | 3     | 0     | 69    | 15    |
| Нант             | Лига 1           | 2017/18          | —    | —    | —     | —     | 0     | 0     |
| Нант             | Итого            | Итого            | —    | —    | —     | —     | 0     | 0     |
| → Олдем Атлетик  | Лига Один        | 2017/18          | 14   | 1    | 2     | 0     | 16    | 1     |
| → Олдем Атлетик  | Итого            | Итого            | 14   | 1    | 2     | 0     | 16    | 1     |
| → ПЕК Зволле     | Эредивизи        | 2017/18          | 13   | 1    | —     | —     | 13    | 1     |
| → ПЕК Зволле     | Итого            | Итого            | 13   | 1    | —     | —     | 13    | 1     |
| Всего за карьеру | Всего за карьеру | Всего за карьеру | 126  | 28   | 7     | 1     | 133   | 29    |